# Gran Premio dell'Emilia-Romagna 2021
Il Gran Premio dell'Emilia-Romagna 2021 è stata la seconda prova della stagione 2021 del campionato mondiale di Formula 1. La gara si è corsa domenica 18 aprile all'Autodromo Enzo e Dino Ferrari di Imola, in Italia, ed è stata vinta dall'olandese Max Verstappen su Red Bull Racing-Honda, all'undicesimo successo in carriera; Verstappen ha preceduto all'arrivo il britannico Lewis Hamilton su Mercedes e l'altro britannico Lando Norris su McLaren-Mercedes.

## Vigilia

### Sviluppi futuri
Gli organizzatori del Gran Premio d'Australia, posticipato a novembre a causa della pandemia di COVID-19, annunciano delle modifiche al circuito Albert Park, sede del Gran Premio dalla stagione 1996; la pit lane viene allargata di due metri e la chicane comprendente della curva 9 e della curva 10 viene rimossa per rendere il tratto del circuito più veloce. Altre modifiche riguardano l'allargamento di alcune curve, come la tredicesima nel terzo settore, che è stata allargata in entrata. Dalle simulazioni effettuate, il tempo di percorrenza sul giro viene ridotto di cinque secondi.
La Mercedes e l'Aston Martin annunciano l'ingaggio di Nico Hülkenberg come pilota di riserva. La scuderia tedesca, inoltre, annuncia che dal 1º luglio il direttore tecnico James Allison diventa il nuovo Chief Technical Officer (CTO) per aiutare la squadra ad affrontare le sfide strategiche future della Formula 1. Il ruolo operativo attualmente occupato da Allison passerà a Mike Elliott approdato in Mercedes nel 2012 con il ruolo di responsabile del dipartimento aerodinamico, diventando poi nel 2017 responsabile delle tecnologie. Elliott iniziò la sua carriera in McLaren nel 2000, proseguendo successivamente la sua esperienza in Formula 1 nella Renault.
Gli organizzatori del Gran Premio di Monaco, non disputatosi nella stagione 2020 a causa della pandemia, annunciano la presenza degli spettatori sugli spalti tra il 40 e il 50% della capienza complessiva. Nel Principato è già in corso l'allestimento del tracciato che ospiterà il Gran Premio il successivo 23 maggio.
La disputa del Gran Premio del Canada, anch'esso annullato nel 2020 per via della pandemia, in programma il successivo 13 giugno, è a rischio in quanto mancherebbero sei milioni di dollari per garantire lo svolgimento della gara in base al contratto con i promoter firmato in precedenza. In caso la gara nordamericana non si dovesse disputare, essa potrebbe essere sostituita da altri Gran Premi, come quello di Turchia.
I lavori per la costruzione del circuito sulle vie della città di Gedda, sede del debutto del Gran Premio d'Arabia Saudita il successivo 5 dicembre come penultima prova del mondiale, sono iniziati.
La Red Bull Racing annuncia l'estensione dell'accordo con il marchio svizzero TAG Heuer fino al 2024.
Gli organizzatori del Gran Premio di Spagna annunciano che la gara si disputerà a porte chiuse a causa delle problematiche legate alla pandemia di COVID-19.
Liberty Media annuncia l'entrata in calendario nella stagione 2022 del Gran Premio di Miami con un contratto siglato per dieci anni. La gara, da disputarsi in nuovo circuito nel complesso Hard Rock Stadium di Miami Gardens, in Florida, sarà l'undicesima a corrersi negli Stati Uniti da quando si corre il campionato mondiale dal 1950. Il circuito misurerà 5 410 km e sarà composto da 19 curve, 7 a destra e 12 a sinistra, con tre potenziali zone DRS, una velocità massima stimata di 320 km/h, e da percorrere in senso antiorario.

### Aspetti tecnici
Per questa gara la Pirelli, fornitrice unica degli pneumatici, porta gomme di mescola C2, C3 e C4, le tre mescole centrali della gamma.
La Federazione Internazionale dell'Automobile prevede una sola zona in cui potrà essere utilizzato il Drag Reduction System, ovvero il rettilineo dei box, confermando la scelta stabilita per l'edizione inaugurale del 2020. La zona interessata, rispetto all'edizione precedente, è stata allungata; adesso i piloti possono azionare il dispositivo mobile prima dell'ultima curva del tracciato, anziché sulla linea del traguardo. Per via di ciò anche il punto per la determinazione del distacco fra piloti è stato modificato; adesso è posizionato prima della Rivazza (curva 17).
La Federazione stabilisce tre punti del tracciato in cui i piloti sono costretti a rispettare i limiti di quest'ultimo, pena l'annullamento del tempo sul giro. I punti in questione riguardano l'uscita della Piratella (curva 9), il punto di corda delle Acque Minerali (curva 13) e l'uscita della Variante Alta (curva 15). Prima dell'inizio della terza sessione di prove libere del sabato la Federazione rimuove i limiti della pista stabiliti nel punto di corda delle Acque Minerali (curva 13).
Prima dell'inizio della prima sessione di prove libere del venerdì i meccanici della vettura di Fernando Alonso sostituiscono l'impianto di scarico. Il pilota spagnolo dell'Alpine non è penalizzato sulla griglia di partenza perché l'unita montata è la seconda delle otto previste dal regolamento per l'intera stagione.

### Aspetti sportivi
Inizialmente il Gran Premio non era previsto nel calendario della stagione 2021. A causa delle problematiche causate dalla pandemia di COVID-19, il 12 gennaio 2021 la Federazione ha deciso di rinviare a data da destinarsi il Gran Premio di Cina, inizialmente in programma come terza gara del campionato nella data dell'11 aprile. Al suo posto, come seconda prova del mondiale, viene inserito il Gran Premio dell'Emilia-Romagna. Il debutto del Gran Premio sul circuito di Imola avvenne nel campionato 2020 nel mese di novembre, per rimpiazzare Gran Premi non disputati a causa della pandemia. L'autodromo tornò a disputare a distanza di 14 anni una gara di Formula 1, dopo il Gran Premio di San Marino 2006.
Il Gran Premio, a differenza della gara inaugurale della stagione corsa in Bahrein che ha previsto pubblico sugli spalti, ma solo quelli che hanno ricevuto il vaccino anti COVID-19 o che sono guariti dal SARS-CoV-2, si svolge a porte chiuse, come la prima edizione disputatasi nel mese di novembre 2020.
A differenza della prima edizione svoltasi con una diversa programmazione spalmata su due giorni anziché normalmente su tre, ovvero un'unica sessione di prove libere disputatasi al sabato mattino, questa edizione viene svolta nella tradizionale programmazione di tre giorni, comprendendo quindi le due sessioni di prove libere al venerdì. A seguito della scomparsa del principe Filippo di Edimburgo avvenuta il 9 aprile e in modo da non sovrapporre la programmazione dell'evento con i funerali previsti al sabato al Castello di Windsor, la Federazione cambia il programma anticipando di un'ora la disputa delle tre sessioni di prove libere e delle qualifiche. Prima di quest'ultime, sarà osservato un minuto di silenzio.
Il 29 gennaio 2021 il governatore della regione Emilia-Romagna, Stefano Bonaccini, annuncia il cambio di denominazione per la gara in Gran Premio del Made in Italy e dell'Emilia Romagna con l'inclusione dell'indicazione di provenienza di un bene che ha origine in Italia. Si tratta della denominazione più lunga usata per un Gran Premio di Formula 1 nella storia campionato mondiale. In questa stagione, è la Pirelli a essere title sponsor della gara.
A partire da questa gara cambiano gli abbinamenti nella consueta conferenza stampa con i giornalisti del giovedì pomeriggio; non ci saranno infatti più divisioni per team, come accaduto fino alla precedente gara inaugurale, il Gran Premio del Bahrein, ma coppie di piloti di scuderie diverse, caratterizzate in dieci mini conferenze.
La McLaren annuncia il britannico Paul di Resta come pilota di riserva. Di Resta corse dal 2011 al 2013 con l'ex scuderia Force India e nel 2017 con la Williams.
Il pilota danese Tom Kristensen è nominato commissario aggiunto da parte della FIA; ha già svolto tale funzione anche in passato, l'ultima al Gran Premio d'Italia 2020. Per questo Gran Premio è la casa automobilistica tedesca Mercedes a fornire la safety car e la medical car.

## Prove

### Resoconto
Nella prima sessione del venerdì le due Mercedes di Valtteri Bottas e Lewis Hamilton ottengono i miglior tempi. Il finlandese precede di 41 millesimi il campione del mondo in carica. A 58 millesimi si è classificato Max Verstappen, che ha dovuto anche interrompere l'ultimo tentativo veloce quando, a pochi istanti dalla fine della sessione, i commissari di pista sono stati costretti a interrompere le prove, dopo un'uscita di pista di Nikita Mazepin, alla seconda curva della Rivazza. La sessione era stata interrotta anche nella prima fase, dopo circa venti minuti, per un contatto tra Sergio Pérez e Esteban Ocon, alla Variante Villeneuve.
Il pilota Ferrari Charles Leclerc, dopo avere perso la prima parte della sessione per un problema alla power unit, ha chiuso con il quarto tempo, davanti a Pierre Gasly, e l'altro pilota della Ferrari, Carlos Sainz Jr., che hanno fatto segnare lo stesso tempo. Yuki Tsunoda, compagno di Gasly all'AlphaTauri, ha percorso solo 11 giri, interrompendo la sessione dopo un'uscita alla Variante Tamburello.
Al termine della sessione Sergio Pérez e Esteban Ocon vengono convocati dai commissari sportivi per l'incidente che ha causato la prima esposizione della bandiera rossa. I commissari non hanno ritenuto punibile il comportamento dei due piloti durante il contatto.
Sono stati quindici i tempi cancellati ai piloti per avere oltrepassato i limiti della pista alla Piratella (curva 9) durante la prima sessione di prove, di cui uno a Sergio Pérez, Pierre Gasly, Nicholas Latifi, Antonio Giovinazzi, Fernando Alonso e Charles Leclerc, due a Kimi Räikkönen, Max Verstappen e Mick Schumacher, e tre a Sebastian Vettel.
Prima dell'inizio della seconda sessione di prove del venerdì i meccanici della vettura di Yuki Tsunoda sostituiscono il sistema di recupero dell'energia e l'unità di controllo elettronico. Il pilota giapponese dell'AlphaTauri non è penalizzato in griglia di partenza in quanto i componenti montati equivalgono entrambi alla seconda unità.
Anche la sessione pomeridiana del venerdì conferma la competitività della Mercedes, con Bottas che precede ancora Hamilton, questa volta di soli 10 millesimi. Il britannico ha colto il suo tempo dopo due giri di riscaldamento. Al terzo posto scala Pierre Gasly, che riesce a fare meglio del duo della Ferrari. Charles Leclerc è stato autore anche di un'uscita di pista, che ha portato a danneggiare l'ala anteriore e la sospensione anteriore destra. Verstappen ha completato solo cinque giri, prima di essere bloccato ai box da un guasto al cambio. Mazepin, dopo l'incidente del mattino, deve attendere diversi minuti prima di affrontare la pista, per consentire ai suoi meccanici di completare la riparazione della sua Haas.
Sono stati quindici i tempi cancellati ai piloti per avere oltrepassato i limiti della pista alla Piratella (curva 9) e due i tempi cancellati per avere oltrepassato i limiti all'uscita della Variante Alta (curva 15), durante la seconda sessione di prove. Nel primo caso si sono visti cancellare il tempo Yuki Tsunoda, Sebastian Vettel, Sergio Pérez, Daniel Ricciardo e Lewis Hamilton (una volta), Mick Schumacher, Charles Leclerc (che aveva colto il tempo migliore di sessione nel giro), Lando Norris, Pierre Gasly e Antonio Giovinazzi (due volte); nel secondo caso si sono visti cancellare il tempo George Russell e Kimi Räikkönen.
Al termine delle prove sulle vetture di Pierre Gasly e Nikita Mazepin vengono sostituite le trasmissioni. Entrambi i piloti non sono penalizzati in griglia di partenza perché hanno terminato anticipatamente la precedente gara in Bahrein.
Prima dell'inizio della terza sessione di prove libere i meccanici della vettura di Fernando Alonso sono costretti nuovamente a sostituire l'impianto di scarico, montando la terza unità; anche a Esteban Ocon viene sostituito lo stesso componente, montando però la seconda unità. Entrambi i piloti non sono penalizzati in griglia di partenza.
Nella sessione del sabato il più rapido è Max Verstappen, che è anche l'unico pilota a fare segnare un tempo sul giro di meno di un minuto e quindici secondi. L'olandese della Red Bull Racing ha battuto, di mezzo secondo, Lando Norris, capace di tenere alle sue spalle Lewis Hamilton. Le Mercedes sembrano competitive con le gomme a mescola media, ma hanno maggiore difficoltà a sfruttare le gomme morbide. La sessione è stata interrotta con bandiera rossa dopo che Nicholas Latifi è uscito di pista, sbattendo contro le barriere alla Variante Villeneuve: il pilota canadese è comunque riuscito a rientrare ai box con la propria Williams. Antonio Giovinazzi è stato, invece, autore di un testacoda, senza conseguenze.
L'AlphaTauri è stata multata di 300 euro dalla FIA in quanto Yuki Tsunoda ha superato il limite di velocità stabilito nella corsia dei box.
Sono stati diciotto i tempi cancellati ai piloti per avere oltrepassato i limiti della pista alla Piratella (curva 9) e tre i tempi cancellati per avere oltrepassato i limiti all'uscita della Variante Alta (curva 15), durante la terza sessione di prove. Nel primo caso si sono visti cancellare il tempo Kimi Räikkönen (tre volte), Mick Schumacher e Lando Norris (due volte), Nikita Mazepin, Sergio Pérez, Charles Leclerc, Valtteri Bottas, Max Verstappen, Yuki Tsunoda, Lewis Hamilton, Sebastian Vettel, Daniel Ricciardo, Lance Stroll e Pierre Gasly (una volta); nel secondo caso si sono visti cancellare il tempo Fernando Alonso e Nikita Mazepin (due volte).
I commissari sportivi decidono di non penalizzare Pierre Gasly per avere superato Antonio Giovinazzi durante l'esposizione della bandiera rossa. Il pannello luminoso numero 5 si è illuminato dopo il passaggio del pilota francese, il quale ha superato Giovinazzi poco prima di esso. Una volta che il sorpasso è stato completato, il pannello luminoso numero 6 funzionante è stato notato da Gasly che ha immediatamente ridotto la velocità.

### Risultati
Nella prima sessione del venerdì si è avuta questa situazione:
| Pos | Nº | Pilota          | Costruttore           | Tempo    | Gap    | Giri |
| --- | -- | --------------- | --------------------- | -------- | ------ | ---- |
| 1   | 77 | Valtteri Bottas | Mercedes              | 1'16"564 |        | 23   |
| 2   | 44 | Lewis Hamilton  | Mercedes              | 1'16"605 | +0"041 | 25   |
| 3   | 33 | Max Verstappen  | Red Bull Racing-Honda | 1'16"622 | +0"058 | 21   |

Nella seconda sessione del venerdì si è avuta questa situazione:
| Pos | Nº | Pilota          | Costruttore      | Tempo    | Gap    | Giri |
| --- | -- | --------------- | ---------------- | -------- | ------ | ---- |
| 1   | 77 | Valtteri Bottas | Mercedes         | 1'15"551 |        | 25   |
| 2   | 44 | Lewis Hamilton  | Mercedes         | 1'15"561 | +0"010 | 26   |
| 3   | 10 | Pierre Gasly    | AlphaTauri-Honda | 1'15"629 | +0"078 | 30   |

Nella sessione del sabato mattina si è avuta questa situazione:
| Pos | Nº | Pilota         | Costruttore           | Tempo    | Gap    | Giri |
| --- | -- | -------------- | --------------------- | -------- | ------ | ---- |
| 1   | 33 | Max Verstappen | Red Bull Racing-Honda | 1'14"958 |        | 18   |
| 2   | 4  | Lando Norris   | McLaren-Mercedes      | 1'15"414 | +0"456 | 17   |
| 3   | 44 | Lewis Hamilton | Mercedes              | 1'15"515 | +0"557 | 18   |

## Qualifiche

### Resoconto
La sessione di qualifica si svolge senza pioggia, ma con una temperatura molto bassa (12 °C l'aria e 27 °C l'asfalto).
Nella prima fase, dopo pochi minuti, e senza che molti piloti avessero ancora fatto segnare dei tempi significativi, Yuki Tsunoda perde il controllo della sua AlphaTauri alla Variante Alta (curva 15), e termina contro le barriere, danneggiando irreparabilmente la sua monoposto. La direzione di gara decide di sospendere la sessione.
Alla ripresa Lance Stroll si piazza al comando, con 1'16"082; il suo tempo viene battuto da Sergio Pérez, a sua volta superato da Charles Leclerc. L'arrivo dell'altro pilota della Red Bull, Max Verstappen, rivoluziona la graduatoria, anche se il primo pilota a scendere sotto il minuto e 15 è, poco dopo, Valtteri Bottas; il suo compagno di team, Lewis Hamilton, è terzo, davanti a Pierre Gasly, a cui, però, il tempo viene annullato, per avere varcato i limiti della pista. Ciò accade anche a Pérez e Latifi.
Successivamente Lando Norris sale secondo, mentre Pérez, per assicurarsi il passaggio alla fase successiva delle qualifiche, fa segnare il quinto tempo. Bottas migliora ancora, mentre Hamilton scalza Norris dal secondo posto, e Gasly si pone settimo. A due minuti dal termine della Q1 George Russell entra nella classifica dei qualificati, mentre Nikita Mazepin, dopo un errore di guida, riparte senza problemi, ma resta lontano dalla possibilità di proseguire le qualifiche. Esteban Ocon si migliora, e scala quinto, Nicholas Latifi è undicesimo, mentre è in zona pericolosa Fernando Alonso, solo tredicesimo.
L'altro ex campione del mondo, Sebastian Vettel, prende la nona posizione. Kimi Räikkönen riesce a fare segnare un tempo valido per entrare in Q2, prima però dell'arrivo di Russell, che lima il suo tempo, e riporta il finlandese in zona di eliminazione. Al termine della Q1 sono eliminati i due piloti dell'Alfa Romeo Racing, i due della Haas, oltre che Tsunoda.
In Q2 i piloti della Mercedes, così come Verstappen, optano per le gomme medie, per provare questo tipo di coperture alla partenza della gara. La classifica muta velocemente con l'arrivo dei vari piloti, con Lewis Hamilton capace di fissare il tempo di riferimento in 1'14"817. I tre piloti in cima alla classifica sono, tra l'altro, proprio i tre che montano gomme medie. Pérez, con pneumatici soft, è quarto, staccato di 287 millesimi. Le due Alpine sono, rispettivamente, settima (Alonso) e ottava (Ocon). Norris, su gomme morbide, si piazza al comando, mentre Leclerc rimonta al quarto posto, con Carlos Sainz Jr., l'altro pilota della Ferrari, che si pone ottavo. Gasly, dopo un giro annullato all'inizio della Q2, ottiene il decimo tempo. In seguito Sebastian Vettel conquista il settimo posto, poi preceduto da Lance Stroll, suo compagno di team. Pérez, sempre con gomme morbide, batte il tempo di Norris, diventando il più veloce in pista. Con l'ultimo tentativo entrano fra i primi dieci Leclerc, Gasly, Ocon e Daniel Ricciardo. Non passano in Q3 Sainz Jr., Russel, Vettel, Latifi e Alonso.
Nella fase decisiva il primo pilota a concludere il giro, Stroll, vede il tempo cancellato, sempre per avere superato i limiti della pista. Lando Norris chiude in 1'14"875, mezzo secondo meglio di Gasly. Il tempo del britannico è battuto da Pérez (1'14"665). A sua volta questo limite è abbassato da Hamilton (1'14"411). Al secondo posto c'è ora Verstappen, mentre Valtteri Bottas è solo sesto, battuto anche da Charles Leclerc. Il finlandese della Mercedes non è competitivo nemmeno nel secondo giro rapido, riuscendo a scalare solo quinto. Hamilton non è capace di effettuare un giro migliore, rispetto al primo, come invece fa Lando Norris, che chiude secondo, ma vede il tempo cancellato. Gasly è quarto, prima dell'arrivo di Pérez, che batte Verstappen, ed è secondo.
Hamilton coglie la sua novantanovesima partenza al palo nel campionato mondiale, sul trentesimo circuito diverso. Il britannico coglie una pole position per la quindicesima stagione consecutiva. Per Sergio Pérez è la migliore prestazione in prova, in carriera.
L'Aston Martin è stata multata di 600 euro dalla FIA in quanto Lance Stroll ha superato il limite di velocità stabilito nella corsia dei box.
Sono stati quindi sei i tempi cancellati ai piloti per avere oltrepassato i limiti della pista alla Piratella (curva 9) e quattro i tempi cancellati per avere oltrepassato i limiti all'uscita della Variante Alta (curva 15), durante le qualifiche. Nel primo caso si sono visti cancellare il tempo Antonio Giovinazzi, Sergio Pérez, Mick Schumacher, Pierre Gasly, Lando Norris e Lance Stroll; nel secondo caso si sono visti cancellare il tempo Nicholas Latifi, Pierre Gasly, Sebastian Vettel e Lance Stroll.

### Risultati
Nella sessione di qualifica si è avuta questa situazione:
| Pos                         | Nº | Pilota             | Costruttore               | Q1          | Q2       | Q3          | Griglia |
| --------------------------- | -- | ------------------ | ------------------------- | ----------- | -------- | ----------- | ------- |
| 1                           | 44 | Lewis Hamilton     | Mercedes                  | 1'14"823    | 1'14"817 | 1'14"411    | 1       |
| 2                           | 11 | Sergio Pérez       | Red Bull Racing-Honda     | 1'15"395    | 1'14"716 | 1'14"446    | 2       |
| 3                           | 33 | Max Verstappen     | Red Bull Racing-Honda     | 1'15"109    | 1'14"884 | 1'14"498    | 3       |
| 4                           | 16 | Charles Leclerc    | Ferrari                   | 1'15"413    | 1'14"808 | 1'14"740    | 4       |
| 5                           | 10 | Pierre Gasly       | AlphaTauri-Honda          | 1'15"548    | 1'14"927 | 1'14"790    | 5       |
| 6                           | 3  | Daniel Ricciardo   | McLaren-Mercedes          | 1'15"669    | 1'15"033 | 1'14"826    | 6       |
| 7                           | 4  | Lando Norris       | McLaren-Mercedes          | 1'15"009    | 1'14"718 | 1'14"875    | 7       |
| 8                           | 77 | Valtteri Bottas    | Mercedes                  | 1'14"672    | 1'14"905 | 1'14"898    | 8       |
| 9                           | 31 | Esteban Ocon       | Alpine-Renault            | 1'15"385    | 1'15"117 | 1'15"210    | 9       |
| 10                          | 18 | Lance Stroll       | Aston Martin-Mercedes     | 1'15"522    | 1'15"138 | senza tempo | 10      |
| 11                          | 55 | Carlos Sainz Jr.   | Ferrari                   | 1'15"406    | 1'15"199 | N.D.        | 11      |
| 12                          | 63 | George Russell     | Williams-Mercedes         | 1'15"826    | 1'15"261 | N.D.        | 12      |
| 13                          | 5  | Sebastian Vettel   | Aston Martin-Mercedes     | 1'15"459    | 1'15"394 | N.D.        | 13      |
| 14                          | 6  | Nicholas Latifi    | Williams-Mercedes         | 1'15"653    | 1'15"593 | N.D.        | 14      |
| 15                          | 14 | Fernando Alonso    | Alpine-Renault            | 1'15"832    | 1'15"593 | N.D.        | 15      |
| 16                          | 7  | Kimi Räikkönen     | Alfa Romeo Racing-Ferrari | 1'15"974    | N.D.     | N.D.        | 16      |
| 17                          | 99 | Antonio Giovinazzi | Alfa Romeo Racing-Ferrari | 1'16"122    | N.D.     | N.D.        | 17      |
| 18                          | 47 | Mick Schumacher    | Haas-Ferrari              | 1'16"279    | N.D.     | N.D.        | 18      |
| 19                          | 9  | Nikita Mazepin     | Haas-Ferrari              | 1'16"797    | N.D.     | N.D.        | 19      |
| Tempo limite 107%: 1'19"899 |    |                    |                           |             |          |             |         |
| NQ                          | 22 | Yuki Tsunoda       | AlphaTauri-Honda          | senza tempo | N.D.     | N.D.        | 20      |

In grassetto sono indicate le migliori prestazioni in Q1, Q2 e Q3.

## Gara

### Resoconto
Prima della gara, in contemporanea con Portimão, in Portogallo, tappa ospitante del Motomondiale, viene osservato un minuto di silenzio per ricordare l'ex pilota motociclistico e dirigente sportivo Fausto Gresini nato a Imola scomparso lo scorso febbraio, due volte campione del mondo della classe 125.
Il Gran Premio inizia sotto una leggera pioggia. Tutti i piloti montano gomme da bagnato intermedio, a eccezione di Pierre Gasly, Esteban Ocon e il duo della Haas, che optano per gomme da bagnato estremo. Nel giro di ricognizione Charles Leclerc va in testacoda alle Acque Minerali, ma riesce a riprendere la pista e schierarsi regolarmente in griglia. Sebastian Vettel, invece, rientra in pit lane, per alcuni problemi ai freni. Il tedesco prende il via dalla corsia dei box.
Alla partenza Lewis Hamilton resta in testa ma non resiste all'attacco di Max Verstappen alla Variante del Tamburello; dietro, l'altro pilota della Red Bull Racing, Sergio Pérez, cede una posizione a Leclerc. Sempre nel corso del primo giro Nicholas Latifi va in testacoda, poi, al rientro in pista, ha un contatto con Nikita Mazepin: il pilota canadese termina contro le barriere. La direzione di gara invia in pista la safety car. Durante il periodo della vettura di sicurezza Mick Schumacher va in testacoda, sul rettilineo di partenza, dopo avere cercato di scaldare gli pneumatici, ma riprende la pista. Pérez è autore di un'escursione di pista: il messicano riprende la posizione superando due vetture, manovra non consentita, per cui verrà in seguito penalizzato con uno stop and go.
Verstappen, al momento della ripartenza, mantiene la testa, seguito da Lewis Hamilton, Charles Leclerc, Sergio Pérez, Daniel Ricciardo, Pierre Gasly, Carlos Sainz Jr. e Lando Norris. In pochi giri Norris passa sia Sainz Jr. che Gasly. Il francese dell'AlphaTauri, su gomme da bagnato estremo, a causa della pista che si sta asciugando, vede le coperture deteriorarsi presto, e subire gli attacchi di molti altri piloti posti alle sue spalle. Già al dodicesimo giro retrocede al dodicesimo posto, prima di passare ai box, al quindicesimo giro, per montare gomme intermedie.
Al diciassettesimo giro Ricciardo fa passare il compagno di team alla McLaren, Norris, più rapido. Il primo pilota a montare gomme da asciutto è Vettel, che sconta anche una penalità, per un ritardo nel montaggio delle gomme, prima del giro di formazione. Verstappen comanda con 2"5 su Hamilton, 16" su Leclerc, 29"7 su Pérez e 41"9 su Norris. L'olandese della Red Bull Racing attende il ventisettesimo giro, per montare gomme medie. Il giro successivo è il turno di Hamilton; il britannico opta per le gomme medie, ma un piccolo ritardo al pit stop lo fa rientrare in gara dietro all'olandese. Nello stesso giro si fermano anche Norris e Pérez, che sconta la penalità e cambia il volante.
Poco dopo rientrato in pista, Hamilton, nel corso di alcuni doppiaggi alla Tosa, va lungo e termina nella ghiaia. Il britannico riesce a rientrare in gara, ma in nona posizione. Al trentunesimo giro c'è un contatto tra Valtteri Bottas e George Russell. Il pilota della Williams, alla Variante del Tamburello, mette una gomma sull'erba e colpisce la vettura del finlandese. Entrambi i piloti escono di pista, ma senza conseguenze fisiche. La gara viene interrotta con bandiera rossa.
La gara riprende dietro la safety car, con Verstappen al comando, davanti a Leclerc, Norris, Pérez, Sainz Jr., Ricciardo, Stroll, Räikkönen e Hamilton. Il finlandese dell'Alfa Romeo Racing si gira, e cede diverse posizioni. Norris passa subito Leclerc, mentre, nelle retrovie, vanno in testacoda anche Yuki Tsunoda ed Esteban Ocon.
Al trentasettesimo giro Sergio Pérez è autore di un'altra escursione di pista che gli costa moltissime posizioni. Un giro dopo Hamilton prende la sesta piazza a Lance Stroll. Il britannico è poi capace di passare anche Daniel Ricciardo, al quarantaduesimo passaggio. La rimonta prosegue al quarantanovesimo giro, dopo un sorpasso su Carlos Sainz Jr.. Charles Leclerc si avvicina a Lando Norris, senza però nessuna possibilità di passare. Anzi, al cinquantacinquesimo giro, il monegasco cede la posizione a Hamilton. Il pilota della Mercedes completa il suo recupero passando Norris, al cinquantanovesimo giro. Il giro seguente fa segnare anche il giro veloce in gara.
Max Verstappen coglie il suo undicesimo successo in carriera, davanti a Lewis Hamilton e Lando Norris. Con questi due podi il Regno Unito tocca i 700 podi nel campionato mondiale. Era dal Gran Premio di Cina 2012 che due piloti britannici non giungevano a podio nella stessa gara (all'epoca Lewis Hamilton e Jenson Button entrambi su McLaren). Per la scuderia inglese si tratta del primo podio con motorizzazione Mercedes dal Gran Premio d'Australia 2014 (all'epoca Kevin Magnussen e Jenson Button). Fernando Alonso conquista i suoi primi punti iridati dal suo rientro in Formula 1, per la prima volta dal Gran Premio di Singapore 2018 su McLaren-Renault.

### Risultati
I risultati del Gran Premio sono i seguenti:
| Pos | Nº | Pilota             | Costruttore               | Giri | Tempo/Ritiro              | Griglia | Punti |
| --- | -- | ------------------ | ------------------------- | ---- | ------------------------- | ------- | ----- |
| 1   | 33 | Max Verstappen     | Red Bull Racing-Honda     | 63   | 2h02'34"598               | 3       | 25    |
| 2   | 44 | Lewis Hamilton     | Mercedes                  | 63   | +22"000                   | 1       | 19    |
| 3   | 4  | Lando Norris       | McLaren-Mercedes          | 63   | +23"702                   | 7       | 15    |
| 4   | 16 | Charles Leclerc    | Ferrari                   | 63   | +25"579                   | 4       | 12    |
| 5   | 55 | Carlos Sainz Jr.   | Ferrari                   | 63   | +27"036                   | 11      | 10    |
| 6   | 3  | Daniel Ricciardo   | McLaren-Mercedes          | 63   | +51"220                   | 6       | 8     |
| 7   | 10 | Pierre Gasly       | AlphaTauri-Honda          | 63   | +52"818                   | 5       | 6     |
| 8   | 18 | Lance Stroll       | Aston Martin-Mercedes     | 63   | +56"909                   | 10      | 4     |
| 9   | 31 | Esteban Ocon       | Alpine-Renault            | 63   | +1'05"704                 | 9       | 2     |
| 10  | 14 | Fernando Alonso    | Alpine-Renault            | 63   | +1'06"561                 | 15      | 1     |
| 11  | 11 | Sergio Pérez       | Red Bull Racing-Honda     | 63   | +1'07"151                 | 2       |       |
| 12  | 22 | Yuki Tsunoda       | AlphaTauri-Honda          | 63   | +1'13"184                 | 20      |       |
| 13  | 7  | Kimi Räikkönen     | Alfa Romeo Racing-Ferrari | 63   | +1'34"773                 | 16      |       |
| 14  | 99 | Antonio Giovinazzi | Alfa Romeo Racing-Ferrari | 62   | +1 giro                   | 17      |       |
| 15  | 5  | Sebastian Vettel   | Aston Martin-Mercedes     | 61   | Cambio                    | PL      |       |
| 16  | 47 | Mick Schumacher    | Haas-Ferrari              | 61   | +2 giri                   | 18      |       |
| 17  | 9  | Nikita Mazepin     | Haas-Ferrari              | 61   | +2 giri                   | 19      |       |
| Rit | 77 | Valtteri Bottas    | Mercedes                  | 30   | Collisione con G. Russell | 8       |       |
| Rit | 63 | George Russell     | Williams-Mercedes         | 30   | Collisione con V. Bottas  | 12      |       |
| Rit | 6  | Nicholas Latifi    | Williams-Mercedes         | 0    | Collisione con N. Mazepin | 14      |       |

Lewis Hamilton riceve un punto addizionale per avere segnato il giro più veloce della gara.

## Classifiche mondiali

### Piloti
| Pos | Pilota           | Punti |
| --- | ---------------- | ----- |
| 1   | Lewis Hamilton   | 44    |
| 2   | Max Verstappen   | 43    |
| 3   | Lando Norris     | 27    |
| 4   | Charles Leclerc  | 20    |
| 5   | Valtteri Bottas  | 16    |
| 6   | Carlos Sainz Jr. | 14    |
| 7   | Daniel Ricciardo | 14    |
| 8   | Sergio Pérez     | 10    |
| 9   | Pierre Gasly     | 6     |
| 10  | Lance Stroll     | 5     |
| 11  | Yuki Tsunoda     | 2     |
| 12  | Esteban Ocon     | 2     |
| 13  | Fernando Alonso  | 1     |

### Costruttori
| Pos | Costruttore           | Punti |
| --- | --------------------- | ----- |
| 1   | Mercedes              | 60    |
| 2   | Red Bull Racing-Honda | 53    |
| 3   | McLaren-Mercedes      | 41    |
| 4   | Ferrari               | 34    |
| 5   | AlphaTauri-Honda      | 8     |
| 6   | Aston Martin-Mercedes | 5     |
| 7   | Alpine-Renault        | 3     |

## Decisioni della FIA
Al termine della gara George Russell e Valtteri Bottas vengono convocati dai commissari sportivi per l'incidente avvenuto tra i due prima della Variante del Tamburello che ha portato all'interruzione del Gran Premio; Kimi Räikkönen viene convocato dai commissari in quanto non ha rispettato la procedura di ripartenza della gara dietro la safety car a seguito di un'escursione di pista, dopo che quest'ultima era stata sospesa, mentre Pierre Gasly e Lance Stroll vengono anch'essi convocati dai commissari per una manovra di sorpasso del canadese nel corso dell'undicesimo giro.
I commissari decidono di non prendere provvedimenti per quanto accaduto tra George Russell e Valtteri Bottas, giudicando l'episodio come un normale incidente di gara, anche per via delle difficili condizioni della pista, in alcuni tratti ancora umida. Kimi Räikkönen, invece, viene penalizzato di 30 secondi sul tempo di gara per non avere rispettato la procedura di ripartenza della gara dietro la safety car a seguito di un'escursione di pista, dopo che quest'ultima era stata sospesa. Il finlandese, nono all'arrivo, scala in tredicesima posizione. Lance Stroll viene penalizzato di cinque secondi sul tempo di gara e di un punto sulla superlicenza per essere uscito fuori pista e avere tratto un vantaggio durante una manovra di sorpasso ai danni di Pierre Gasly. Il canadese, settimo all'arrivo, scala di una posizione.
Nel successivo Gran Premio del Portogallo l'Alfa Romeo Racing chiede una revisione della penalità inflitta a Kimi Räikkönen, ritenendo che il pilota sia già stato penalizzato dal testacoda in sé, con cui ha perso due posizioni, nonostante non sia entrato in pit lane, seguendo la procedura stabilita dal regolamento in caso di perdita di posizioni dietro la vettura di sicurezza prima della ripartenza della gara. La FIA, dopo avere revisionato la penalità inflitta, respinge il ricorso presentato dalla scuderia elvetica, confermando la sanzione del pilota finlandese. La regola viene modificata proprio a partire dal Gran Premio successivo.